# Jane Toppan
Jane Toppan nata Honora Kelley, nota anche come Jolly Jane (Boston, 31 marzo 1854 – Taunton, 17 agosto 1938) è stata un'assassina seriale statunitense autrice di almeno 31 omicidi. Fa parte di quei criminali chiamati "angeli della morte".

## Biografia

### Origini
Jane Toppan nacque col nome di Honora Kelley a Boston (Massachusetts), nel 1854; i suoi genitori erano immigrati ebrei e lei era una delle figlie più giovani della famiglia. La madre, Bridget Kelley, morì di tubercolosi quando la figlia era ancora piccola. Il padre, un sarto di nome Peter Kelley, era una persona eccentrica, irascibile e dipendente dall'alcool, soprannominata "Peter the Crack" da "Crank". Negli anni che seguirono iniziarono a girare delle voci su una sua pazzia presunta: una leggenda popolare vuole che si fosse cucito le palpebre con ago e filo. Honora aveva due sorelle, Delia Josephine e Nellie. Quest'ultima, la sorella maggiore, dovette essere confinata in un istituto perché venne colpita da pazzia a 20 anni.
Nel 1863, pochi anni dopo la morte della moglie, Peter portò Honora (che a quel tempo aveva 9 anni) e la sorella Delia (di 8 anni) in un orfanotrofio per bambine indigenti di Boston, fondato nel 1799 dalla signora Hannah Stillman. Le due ragazze da quel momento non videro più il padre. Dai documenti custoditi nell'orfanotrofio si legge che erano state "salvate da una casa molto miserabile": il loro pessimo stato esteriore (vestiti trasandati, igiene scarsa) faceva pensare a negligenza ed eventuali abusi da parte del padre. Non esistono documenti che descrivono la permanenza delle due nell'orfanotrofio.
Nel novembre 1864, meno di due anni dopo, Honora diventò la serva della signora Ann C. Toppan a Lowell (Massachusetts). Sebbene non fosse mai stata adottata ufficialmente dai Toppan, prese il cognome della famiglia per cui lavorava e diventò così "Jane Toppan". La signora Toppan, che talvolta puniva corporalmente Jane, aveva una figlia, Elizabeth, che questa invidiava perché sapeva che un giorno si sarebbe sposata. Si dice che Jane ebbe una storia d'amore con un impiegato di Lowell che arrivò a darle un anello di fidanzamento, ma dopo aver traslocato si sposò con la figlia di un proprietario terriero: questa storia è comunque senza fondamento. Jane negava le sue origini ebree e pronunciava discorsi antisemiti e anticattolici nei circoli protestanti che frequentava. Alcuni suoi conoscenti la descrivevano come una bugiarda.
Non attirò molte persone a sé perché crebbe paffuta ed in tutta la sua vita non si sposò mai e non ebbe figli. Nel 1874 finì di lavorare per la famiglia adottiva e ricevette un compenso di 50$ come stabilito nel contratto; ciononostante non la lasciò subito ma continuò a lavorare per Elizabeth. Nel frattempo la signora Toppan morì ed Elizabeth si sposò con Oramel Brigham, un giovane diacono in una chiesa locale. Nel 1885, a circa 29 anni, per motivi sconosciuti lasciò la casa dei coniugi Brigham. Elizabeth promise a Jane che l'avrebbe potuta visitare quando lei voleva. La sorella Delia rimase nell'orfanotrofio fino al 1868, quando si spostò a lavorare come serva a Thurman (nota anche come Athol, città di New York) all'età di 12 anni. Più tardi diventò una prostituta e morì alcolizzata in squallide condizioni di vita.

### Omicidi
Nel 1885 la Toppan cominciò ad esercitarsi a diventare un'infermiera nel Cambridge Hospital. Si divertiva a usare i pazienti come cavie umane per esperimenti con la morfina e l'atropina: gli alterava le dosi prescritte per vedere i loro effetti sul sistema nervoso. In particolare le piaceva l'atropina a causa dei sintomi animati a cui è associata. Altre volte compilava false cartelle cliniche e trascorreva molto tempo da sola con i pazienti. Con delle altre medicine gli faceva perdere conoscenza per poi andarci a letto; non è chiaro se abbia svolto attività sessuali con loro. Commise anche diversi omicidi. Somministrava alle vittime una mistura di droghe per poi abbracciarle nel letto mentre morivano. Compiva questo gesto per soddisfazione, non per motivi economici.
Fu sospettata di commettere anche dei furti, ma fu attenta a non attirarsi mai troppi sospetti. Era conosciuta come "Jolly Jane" a causa del suo carattere gioioso. I suoi colleghi la conoscevano come una donna pettegola; aveva una strana passione per le autopsie. Una volta diede una dose di sonnifero spacciandolo per un antidolorifico ad una paziente di nome Amelia Phinney dopo che subì un intervento chirurgico. Mentre lei scivolava nel sonno, sentiva la Toppan che le baciava ripetutamente il viso salvo poi andarsene via dopo che una persona era entrata nella stanza. Il giorno dopo Amelia si svegliò e immaginò che l'incidente fosse stato un sogno.
Nel 1889 fu raccomandata da due dottori al Massachusetts General Hospital, un ospedale prestigioso. Diventò temporaneamente il capo delle infermiere dopo che il precedente si era assentato. I colleghi notarono che prescriveva le dosi di farmaci con molta indifferenza. Prima di essere espulsa nell'estate dello stesso anno, avrebbe commesso altri omicidi. Non ricevette la licenza medica, sebbene avesse conseguito il diploma. Ritornò quindi all'ospedale di Cambridge, ma fu nuovamente allontanata nella primavera del 1890 perché prescriveva oppiacei in modo sbagliato.
Dall'estate del 1891 cominciò una carriera fiorente di infermiera privata. Quand'era fuori dall'orario lavorativo, beveva birra e raccontava pettegolezzi. Gli omicidi aumentarono di intensità nel 1895 e, tra un delitto e l'altro, compiva dei furti di poca importanza ("petty theft"). Nel maggio dello stesso anno avvelenò un proprietario terriero di nome Israel Dunham. All'inizio del 1897 uccise la moglie di questo, Lovey Dunham. Nell'agosto dello stesso anno uccise con una dose di stricnina la sorella Elizabeth Brigham in una casa a Cape Cod (Massachusetts): fu la prima vittima per cui provò odio. Ottenne dal marito Oramel il suo orologio e la sua catenina d'oro fingendo che lei, in punto di morte, glieli avesse donati e poi li vendette come pegno. Il 29 dicembre avvelenò Mary McNear e apparentemente le rubò dei vestiti: fu la prima vittima che non conosceva personalmente.
L'11 febbraio 1900 uccise Myra Conners con della stricnina: la donna occupava un'alta carica in una scuola teologica che Jane desiderava. Fu licenziata da questa carica nel mese di novembre per irregolarità finanziarie; durante questo periodo non commise delitti, poi avvelenò Melvin ed Eliza Beedle senza ucciderli: i due ebbero una malattia gastro-intestinale. In seguito avvelenò Mary Sullivan, la loro governante, senza ucciderla. Aveva intenzione di cacciarla per prendere il suo posto fingendo che il malanno fosse causato dalle sue bevute: il piano funzionò.
Verso la fine del giugno 1901 diede un'alta dose di morfina ad una donna di nome Mary "Mattie" Alden, sposata con un anziano chiamato Alden Davis. Nei sette giorni che seguirono continuò a somministrarle del veleno lentamente, fino a mandarla in coma profondo e ucciderla il 5 luglio. Forse il motivo principale che spinse la Toppan a ucciderla era il fatto di doverle dare 500$ di affitto. Nello stesso mese si spostò con Alden Davis e la sua famiglia nel Cataumet per prendersi cura di lui. Meno di una settimana dopo appiccò un incendio che fu subito domato. Pochi giorni dopo appiccò un secondo incendio nella dispensa e uscì di casa a farsi una passeggiata pomeridiana, come se nulla fosse. Degli amici di Davis notarono il fumo e corsero a spegnere il fuoco. Una settimana più tardi appiccò un terzo incendio che fu spento in tempo. Il 26 luglio avvelenò Genevieve Gorden, la figlia più giovane di Davis. Jane provò a fare passare il delitto come un suicidio con la scusa che lei era molto triste dopo la morte della madre. L'8 agosto, meno di due settimane dopo la morte della figlia, uccise Alden Davis.
Tra il 12 e il 13 agosto uccise la figlia maggiore, Minnie Gibbs. Mentre moriva le mise accanto a lei sul letto il figlio di 10 anni; non si è a conoscenza di eventuali abusi sul figlio. Il 26 agosto tornò a Lowell nella speranza di sposare Oramel Brigham e gli uccise la sorella, la settantenne Edna Bannister, perché pensava che fosse d'impiccio nei suoi piani. Avvelenò anche Oramel senza ucciderlo per provare a lei stessa che era in grado di farlo tornare in salute. Arrivò addirittura ad avvelenarsi con della morfina per evocare la sua simpatia verso la sua stessa condizione, ma il 29 settembre 1901 l'uomo la allontanò. In questo periodo Jane aveva iniziato a bere pesantemente quando non era fuori dall'orario lavorativo. Dopo la cacciata andò nel New Hampshire per visitare una sua vecchia amica, Sarah Nichols.

### La fine
Il 31 agosto 1901 il suocero di Minnie Gibbs, un capitano della polizia, ordinò ad un tossicologo di nome Leonard Wood di svolgere un esame tossicologico sul cadavere di quest'ultima: Jane apprese la notizia da un giornale. Dopo che i corpi furono riesumati, un poliziotto di nome John S. Patterson fu incaricato di tenere sott'occhio Jane. Il risultato dell'esame mostrò che era stata avvelenata. La polizia locale si mise sulle tracce dell'ultima persona sospetta che frequentò da vicino la famiglia: un'infermiera privata di nome Jane Toppan.
Fu arrestata il 26 ottobre 1901 con l'accusa di omicidio e incarcerata nella prigione di Barnstable. L'8 novembre si dichiarò innocente alla corte. Dopo una seduta che si svolse l'11 novembre, il 21 novembre furono riesumati i corpi di Mattie e Alden Davis. Il 6 dicembre le vennero attribuiti ufficialmente 4 delitti ma lei si dichiarò nuovamente innocente. Dal 1902 confessò 11 omicidi. La sua ambizione era di "uccidere più persone - senza possibilità di aiuto – di ogni altro uomo o donna che sia mai vissuto". Confessò anche di sentirsi eccitata sessualmente nel salvare dei pazienti vicini alla morte per poi ucciderli. In carcere il suo peso continuò ad aumentare.
Il 31 marzo i giornali annunciarono che degli esperti in psicologia dopo aver visitato Jane l'avevano dichiarata insana. Il 23 giugno, alla fine del processo (della durata di otto ore) che si tenne nella Contea di Barnstable, in 20 minuti di delibera fu dichiarata non colpevole in quanto insana di mente e internata a vita nel Taunton Insane Hospital. Lì sentiva paura di essere avvelenata dalle guardie e le minacciava di "vendicarsi". Arrivò addirittura a rifiutare di mangiare il cibo. Fece ben presto amicizia con la moglie del carceriere, che la credeva innocente. Con il tempo il suo stato mentale deteriorava; ciononostante non creava problemi.
Poco dopo il processo, uno dei giornali di William Randolph Hearst, il New York Journal, pubblicò una notizia che affermava che la Toppan aveva confessato al suo avvocato James Stuart Murphy almeno 31 omicidi. Avrebbe sperato di ottenere con la finzione l'infermità mentale per avere più probabilità di essere rilasciata entro pochi mesi dimostrando di essere tornata sana; basti pensare che aveva accolto il verdetto con gioia. In ogni caso le sue vere intenzioni sono sconosciute. Sempre secondo lo stesso documento, Jane ammise che, se si fosse sposata e avesse avuto figli, non avrebbe commesso degli omicidi. Rimase a Taunton per tutto il resto della sua vita. Morì il 17 agosto 1938, a 84 anni di età.